# Santa Lucia di Serino
Santa Lucia di Serino è un comune italiano di 1 352 abitanti della provincia di Avellino in Campania.

## Geografia fisica
Confina con i comuni di San Michele di Serino, Santo Stefano del Sole e Serino.

## Storia

### Simboli
Lo stemma è uno scudo ovale di cielo, alla sirena in maestà, bicaudata, con le due code volte all'insù, la parte umana di carnagione, la parte pisciforme di verde, essa sirena capelluta di nero, coronata con la corona all'antica d'oro di tre punte visibili, con le mani impugnanti uno specchio ovale d'oro e un ramoscello di verde, posata sul mare di azzurro, mareggiato di argento. Lo scudo è circondato dalla scritta in caratteri romani di nero UNIV(ersitas) SANCTAE LUCIAE SERINI EX ANTIQ(ua) LUGGESA, 1736 D.O.I.S.

## Monumenti e luoghi di interesse
Tra gli edifici religiosi: chiesa madre dei Santi Apostoli Pietro e Paolo, in origine intitolata a santa Lucia vergine e martire; chiesa di San Rocco (in località San Rocco); cappella dell'Immacolata. Casa Museo San Giuseppe Moscati

## Società

### Evoluzione demografica
Abitanti censiti

### Tradizioni e folclore
Il 13 dicembre si festeggia la patrona santa Lucia.

### Lingue e dialetti
Accanto alla lingua italiana, nel territorio comunale di Santa Lucia di Serino è in uso il dialetto irpino.

## Amministrazione

### Altre informazioni amministrative
Il comune fa parte della Comunità montana Terminio Cervialto.